# 카렌 오스틴
캐런 오스틴(Karen Austin, 1950년 10월 24일 ~ )은 미국의 배우이다.

## 영화
- 쥬라기 프레데터 (2009년)
- 패신저스 (2008년)
- 디 아이 (2008년)
- 윈덥 (2006년)
- 마스터즈 오브 호러 에피소드 3 - 죽은 자의 춤 (2005년)
- 게드 전기: 어스시 마법사 (2004년)
- 미드나잇 테러 (1993년)
- 단두대 (1989년)
- 페널티 페이즈 (1986년)
- 에이라의 전설 (1986년)